# Andy Hicks
Andy Hicks (Tavistock, 10 de agosto de 1973) es un jugador de snooker inglés.

## Biografía
Nació en la localidad inglesa de Tavistock en 1973. Es jugador profesional de snooker desde 1991, aunque se cayó del circuito profesional durante seis años. No se ha proclamado campeón de ningún torneo de ranking, y su mayor logro hasta la fecha fue alcanzar las semifinales en seis ocasiones, a saber: las del Abierto de Europa de 1993 (cayó 1-6 ante Steve Davis), las del Grand Prix de 1994 (8-9 contra Dave Harold), las del Campeonato del Reino Unido de 1995 (1-9 frente a Peter Ebdon), las del Campeonato Mundial de Snooker de 1995 (11-16 contra Nigel Bond), las del Abierto de Europa de 1996 (3-6 frente a Ebdon) y las del Masters de 1996 (1-6 ante Ronnie O'Sullivan). Sí ha logrado tejer una tacada máxima, que llegó en su partido de segunda ronda clasificatoria del Campeonato del Reino Unido de 2012 contra Daniel Wells.